# Propriété Mon Repos
Pour les articles homonymes, voir Mon Repos.
La propriété Mon Repos est une propriété de l'île de La Réunion, département d'outre-mer français dans le sud-ouest de l'océan Indien. Située allée de Mon-Repos à Saint-Pierre, elle fait l'objet d'une inscription au titre des Monuments historiques depuis le 9 janvier 2008,. Cette inscription, qui comprend l'ensemble des bâtiments et le terrain d’assiette, annule la précédente, arrêtée le 16 avril 2002, et qui ne concernait que la cheminée en totalité et le terrain d'assiette.